# Шаликов, Михаил Яковлевич
Михаил Яковлевич Шаликов (12 ноября 1831 — 1909) — российский государственный деятель, генерал от инфантерии, участник Кавказской войны, участник русско-турецкой войны, губернатор Эриванской губернии, губернатор Кутаисской губернии.

## Биография
Из дворян Ставропольской губернии (из семьи переселенцев из Грузии). Родился 12 ноября 1831 года.
Окончил Петровский Полтавский кадетский корпус в 1848 году, в 1850 году вышел прапорщиком в лейб-гвардии Гренадерский полк.
Поступил в Николаевскую академию генерального штаба (1856—1858). В 1858 году причислен к Генеральному штабу и назначен на службу в главный штаб Кавказской армии.
В 1859—1861 годах участвовал в походах против горцев: в сражениях на Георгиевской поляне, на вершинах Богаге, в уничтожении аулов шапсугов, в бою при ауле Куй-Хабль и в приведении натухайцев к присяге на верноподданничество России. В том же 1859 году назначен состоять для особых поручении при штабе войск Кубанской области по части генерального штаба. В 1861 году назначен старшим адъютантом при том же штабе.
В 1863 году назначен начальником штаба 40-й пехотной дивизии. В этом же году назначен обер-квартирмейстером местных войск Кубанской области. В 1865 году назначен начальником штаба 19-й пехотной дивизии. В 1866 году произведен за отличие в полковники.
В 1874 году назначен командиром 75-го пехотного Севастопольского полка, через год назначен помощником начальника штаба Кавказского военного округа, с переводом в Генеральный штаб.
Произведенный в 1875 году в генерал-майоры в 1877 году назначен начальником штаба Кавказского военного округа, а затем участвовал в русско-турецкой войне, находясь в составе корпуса, действовавшего на кавказско-турецкой границе. Генерал Шаликов исполнял должность генерала для поручений при главнокомандующем армией великом князе Михаиле Николаевиче.
После турецкой войны генерал Шаликов был назначен Эриванским губернатором и пробыл в этой должности одиннадцать лет, а с 1890 года был кутаисским военным губернатором, оставаясь на этом посту 6 лет. Эти годы деятельности были посвящены гражданскому благоустройству Кавказского края и проведению реформ. За труды по успешному введению воинской повинности на Кавказе было объявлено Монаршее благоволение. Впоследствии получил орден св. Александра Невского.
Михаил Яковлевич Шаликов был одним из искренних русских людей, горячо отдавшихся проведению русского дела на кавказской окраине и в частности в Закавказье, где так трудна была борьба с инородческими элементами и с господством Армян и Грузин, отказывавшихся идти навстречу обрусению края. В 1890-х годах при Шаликове Кутаисская губерния переживала наиболее острый период крушения грузинского дворянского землевладения; в то же время в областях Кавказа шло тщательное обследование пригодности земель для русской колонизации.
Будучи убежденным защитником русских интересов, считался в проведении их со всевозможными трудностями, так как большинство кавказской администрации составляли инородцы. Осторожный в своих действиях, Шаликов избегал конфликтов и обострений в инородческом вопросе, но в решительные минуты отстаивал русское дело. Годы управления М. Я. Кутаисской губернией совпали не только с инородческой борьбой, но и с тревожными событиями в среде самих инородцев. Во время вспыхнувших в Закавказье и даже в самом Кутаиси антиеврейских беспорядков (1905 год) ему приходилось водворять спокойствие военной силой, что было совершенно быстро и даже без применения оружия. Шаликов был большим знатоком Кавказа, на котором он состарился. Последние годы жизни проводил на покое в Петербурге, постигнутый долгой и тяжелой болезнью (рак).